# Hanna Bertholet
Hanna Bertholet (geboren als Hanna Grust, 24. Januar 1901 in Hannover; gestorben 14. Juli 1970 in Penedo, Brasilien) war eine deutsche Verlegerin.

## Leben
Hanna Grust war Tochter eines Schneiders. Sie machte eine kaufmännische Ausbildung und arbeitete als Sekretärin. Sie war eine  Zeit mit dem KPD-Aktivisten Alfred Fortmüller (1904–1943) verheiratet. Seit 1927 arbeitete sie in den Verlagen von Willi Eichler in Göttingen und Berlin und in der Verlagsleitung des ISK-Organs „Der Funke“ und wurde Mitglied im Internationalen Sozialistischen Kampfbund (ISK). 1930/31 besuchte sie die Schule des ISK Walkemühle. 
Nach der Machtübergabe an die Nationalsozialisten 1933 floh sie nach Frankreich und war dort in der Hilfe für Verfolgte des Faschismus tätig. Sie schrieb für die Zeitschrift Sozialistische Warte. In Paris heiratete sie den Schweizer Sozialisten René Bertholet (1907–1969), Bruder von Raymond Bertholet, den sie in Walkemühle kennengelernt hatte. 
Nach dem deutschen Einmarsch in Frankreich 1940 flüchteten beide in die Schweiz, von wo aus sie die illegale Widerstandstätigkeit des ISK in Deutschland und Frankreich unterstützten. Sie hatte Verbindungen zum Schweizerischen Arbeiterhilfswerk (SAH) und engagierte sich nach Kriegsende in der Hilfsaktion Colis Suisse. 
1946 kehrten sie nach Deutschland zurück. Sie arbeitete bei der Zeitschrift Geist und Tat und wurde Leiterin des Verlags „Öffentliches Leben“. Als die neugegründete Europäische Verlagsanstalt in eine finanzielle Krise geriet, übernahm Hanna Bertholet die Gesellschafteranteile sowie gemeinsam mit Fritz Paul die Verlagsleitung, und es gelang ihnen, das Unternehmen als Verlag für politische Literatur zu etablieren. 1964 verkaufte sie ihre Geschäftsanteile an die Bank für Gemeinwirtschaft, gab die Geschäftsführung des Verlags ab und folgte ihrem Mann René Bertholet nach Brasilien, der seit 1959 von der Landkommune Pindorama in Alagoas aus landwirtschaftliche Selbsthilfeprojekte aufbaute.